# Les Vieux-Brigands
Pour plus de détails, voir Fiche technique et Distribution.
Les Vieux-Brigands (Старики-разбойники, Stariki-razboyniki) est un film soviétique réalisé par Eldar Riazanov, sorti en 1971,.

## Fiche technique
- Titre français : Les Vieux-Brigands[3]
- Titre original : Старики-разбойники, Stariki-razboyniki
- Réalisateur : Eldar Riazanov
- Scénariste : Émile Braguinski
- Photographie : Genri Abramian, Nikolaï Nemoliaiev
- Musique : Andreï Petrov
- Décors : Mikhail Bogdanov, Marina Bykhovskaia
- Montage : Ekaterina Karpova
- Société de production : Mosfilm
- Pays de production :  Union soviétique
- Langue de tournage : russe
- Format : Couleurs - 1,37:1 - Son mono - 35 mm
- Genre : Comédie policière
- Durée : 92 minutes (1h32)
- Date de sortie :
  - Union soviétique : 7 août 1972
  - Allemagne de l'Est : 20 juillet 1973

## Distribution
- Iouri Nikouline : Nikolaï Sergeïevitch Miachikov
- Evgueni Evstigneïev : Valentin Petrovitch Vorobiov
- Olga Arosseva : Anna Pavlovna Souzdaleva
- Gueorgui Bourkov : Fiodor Fiodorovitch Fediaev
- Andreï Mironov : Iouri Evguenevitch Proskoudin
- Valentina Vladimirova (ru) : Macha, la femme de Vorobiov
- Youri Belov : Petia
- Valentina Talyzina : La secrétaire de Fediaev
- Roman Filippov (ru) : Un voleur
- Nina Agapova (ru) : La gardienne de musée
- Irina Mourzaeva (ru) : La vieille gardienne de musée
- Lev Dourov : Le chauffeur de la voiture de collection